# Cervonîi Stav, Baștanka
Cervonîi Stav (în ucraineană Червоний Став) este un sat în comuna Iavkîne din raionul Baștanka, regiunea Mîkolaiiv, Ucraina.

## Demografie
Componența lingvistică a localității Cervonîi Stav
     Ucraineană (88,38%)
     Rusă (7,58%)
     Română (3,03%)
     Belarusă (1,01%)
Conform recensământului din 2001, majoritatea populației localității Cervonîi Stav era vorbitoare de ucraineană (88,38%), existând în minoritate și vorbitori de rusă (7,58%), română (3,03%) și belarusă (1,01%).